# Geroliménas
Geroliménas ou Yeroliménas (en grec moderne : Γερολιμένας) est un village du  dème du Magne-Oriental, dans le district régional de Laconie, en Grèce

## Toponymie
Le nom de Geroliménas dérive de Ἱερός Λιμήν (Hieros Limen), signifiant « Port sacré ».

## Geographie
Geroliménas est situé au fond de la baie de Geroliménas, au sud du Magne, à l'est du cap Matapan

## Histoire
Pendant l'occupation turque,  le port de Geroliménas était une base de pirates Maniotes.

## Quelques vues du village

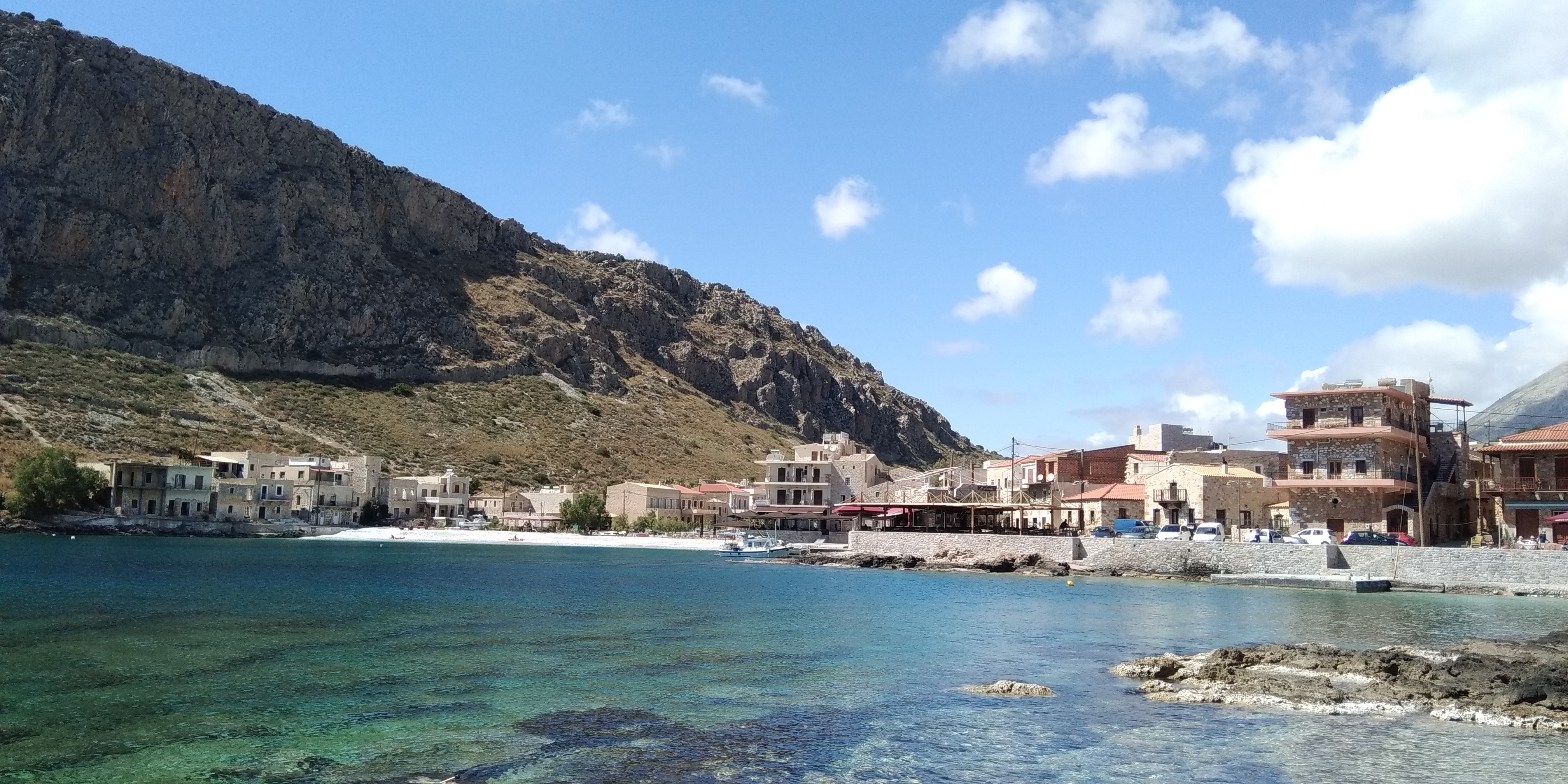
Vue générale du port et de la plage.
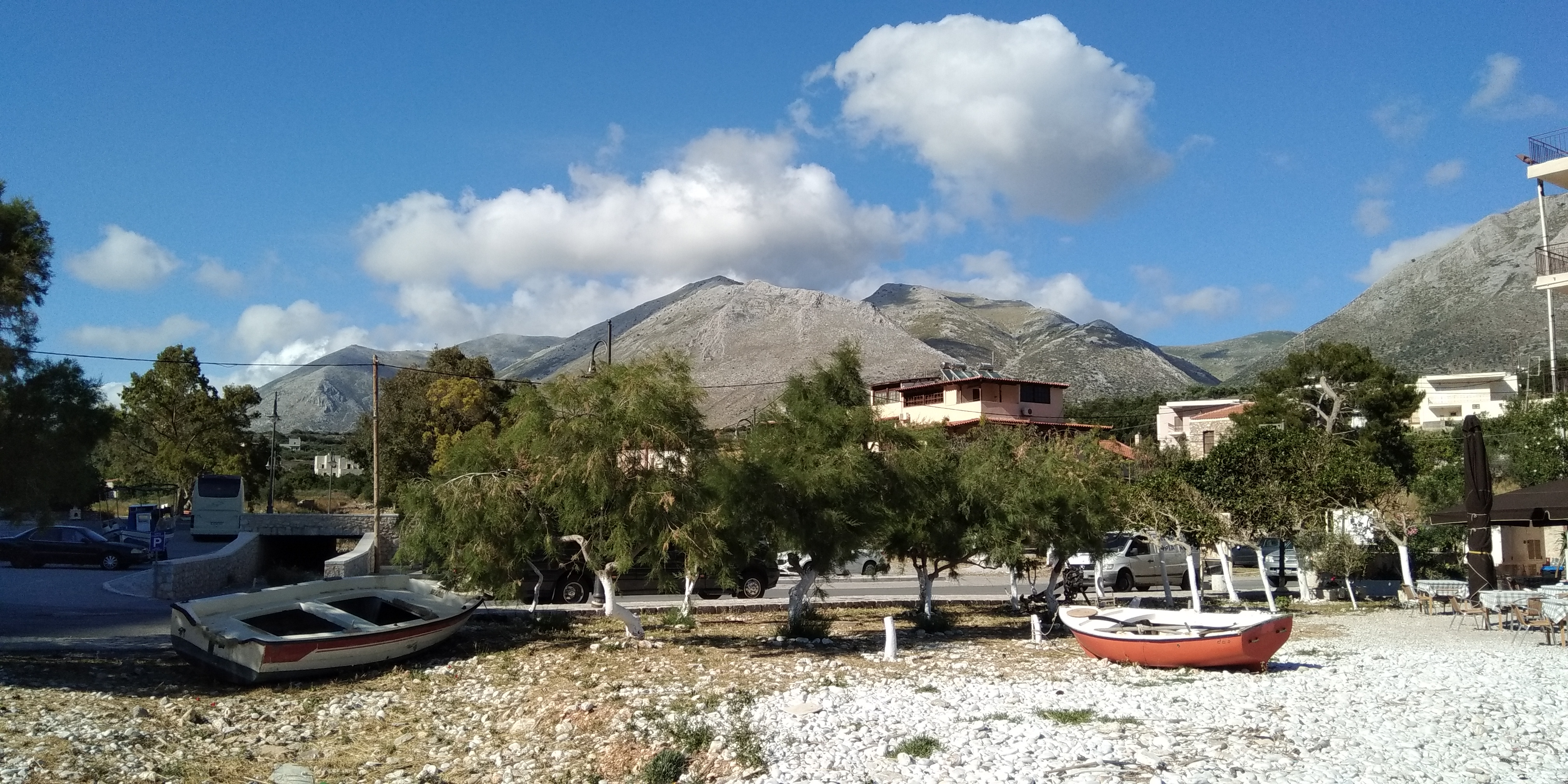
Vue du village depuis la plage.